# 盛岡市道黒石野門前寺線
盛岡市道黒石野門前寺線（もりおかしどうくろいしのもんぜんじせん）は、盛岡市上田字松屋敷（松園ニュータウン）地区から同市門前寺字独活倉地区へと通じる幹線一級市道である（旧陸羽街道=奥州街道ルート）。
かつて（玉山村時代）は未舗装かつ急勾配の悪路だったが、東北新幹線盛岡駅以北延伸に合わせ2002年までに拡幅・線形改良を実施（全面舗装、片側1車線化。市町村道整備代行事業の一環として主体は岩手県）。盛岡市松園・渋民両地区と滝沢村との結びつきが急速に強まり、盛岡市道上田深沢線と合わせて国道4号のバイパス道路として機能（玉山以北へ行く場合は当線のほうが国道4号上堂・厨川・巣子地区を通るより短距離）。盛岡市内高松二丁目地区と渋民地区の車の流れを大きく変える道路となっている。
しかしこの道を走り通す定期路線バスはなく、平日のみ運行の県立大学線（岩手県交通・岩手県北バス）がこの道路唯一の定期路線バスとなっている。
沿道には小野松・笹平両一里塚があるが、四十四田ダム完成により旧街道ルートはダム底に沈んでいる。また小野松一里塚の大木は当線の拡幅に伴い伐採され、現在は看板のみが残されている。

## 起点と終点、重複区間
- 起点 : 盛岡市上田字松屋敷、サンタウン松園東口T字路
- 終点 : 盛岡市門前寺字独活倉、岩手県道169号渋民川又線交点
- 重複区間
  - 岩手県道16号盛岡環状線 - 盛岡市川又字赤坂T字路と盛岡市川又字柳平（岩姫橋東）T字路

## 主な橋梁など
- 南部片富士湖（北上川）をまたいでおり全区間片側1車線。川を挟んで東北新幹線およびIGRいわて銀河鉄道いわて銀河鉄道線と並行している。笹平側では東北新幹線第5北上川橋梁が望め、その先の坂を登り切ったところで同線の柏木平トンネルと交差する。
- 小野松橋（急勾配緩和のため2002年に新設されたバイパス橋、これにより小野松一里塚の樹木は伐採）
- 観音橋
- 笹平大橋（岩洞湖より取水している丹藤川第2水力発電所をまたぐ）

## 管理者
- 上田字松屋敷 - 門前寺字柏木平：盛岡市（一部区間排水性舗装施工）